# For stor
For stor er en dansk animationsfilm fra 2008, der er instrueret af Cav Bøgelund efter manuskript af ham selv og Tobias Lindholm.

## Handling
Filmen handler om vanskabningen Big Man. Stor som et træ, stærk som en okse men med et sind som et barn. Han er opvokset og har boet hele sit liv alene med sin lillebitte mor. Da moderen dør må Big Man for første gang i sit liv drage til byen for at give moderen en værdig begravelse.